# NGC 3110
NGC 3110 (ook wel NGC 3122 of NGC 3518) is een spiraalvormig sterrenstelsel in het sterrenbeeld Sextant. Het hemelobject werd op 5 maart 1785 ontdekt door de Duits-Britse astronoom William Herschel.

## Synoniemen
- NGC 3122
- NGC 3518
- MCG -1-26-14
- IRAS10015-0614
- PGC 29192